# Rhabdomastix (Rhabdomastix) coloradensis
Rhabdomastix (Rhabdomastix) coloradensis is een tweevleugelige uit de familie steltmuggen (Limoniidae). De soort komt voor in het Nearctisch gebied.